# Uhart-Cize
Pour les articles homonymes, voir Uhart et Cize.
Uhart-Cize [yaʁt siz] (en basque: Uharte Garazi) est une commune française située dans le département des Pyrénées-Atlantiques, en région Nouvelle-Aquitaine.
Le gentilé est Uhartear ou Uhartegaraztar.

## Géographie

### Localisation
La commune d'Uhart-Cize se trouve dans le département des Pyrénées-Atlantiques, en région Nouvelle-Aquitaine.
Elle se situe à 118 km par la route de Pau, préfecture du département, à 52 km de Bayonne, sous-préfecture, et à 42 km de Mauléon-Licharre, bureau centralisateur du canton de Montagne Basque dont dépend la commune depuis 2015 pour les élections départementales.
La commune fait en outre partie du bassin de vie de Saint-Jean-Pied-de-Port.
Les communes les plus proches sont : 
Saint-Jean-Pied-de-Port (0,6 km), Ascarat (1,1 km), Ispoure (1,1 km), Lasse (1,5 km), Caro (2,9 km), Saint-Michel (3,7 km), Anhaux (3,8 km), Saint-Jean-le-Vieux (4,1 km).
Sur le plan historique et culturel, Uhart-Cize fait partie de la province de la Basse-Navarre, un des sept territoires composant le Pays basque,. La Basse-Navarre en est la province la plus variée en ce qui concerne son patrimoine, mais aussi la plus complexe du fait de son morcellement géographique. Depuis 1999, l'Académie de la langue basque ou Euskalzaindia divise la Basse-Navarre en six zones,. La commune est dans le pays de Cize (Garazi), au sud-est de ce territoire.

### Communes limitrophes
Les communes limitrophes sont  Arnéguy, Ascarat, Ispoure, Lasse, Saint-Jean-Pied-de-Port et Saint-Michel.
| Ascarat | Ispoure    |                         |
| Lasse   | Uhart-Cize | Saint-Jean-Pied-de-Port |
|         | Arnéguy    | Saint-Michel            |

### Hydrographie

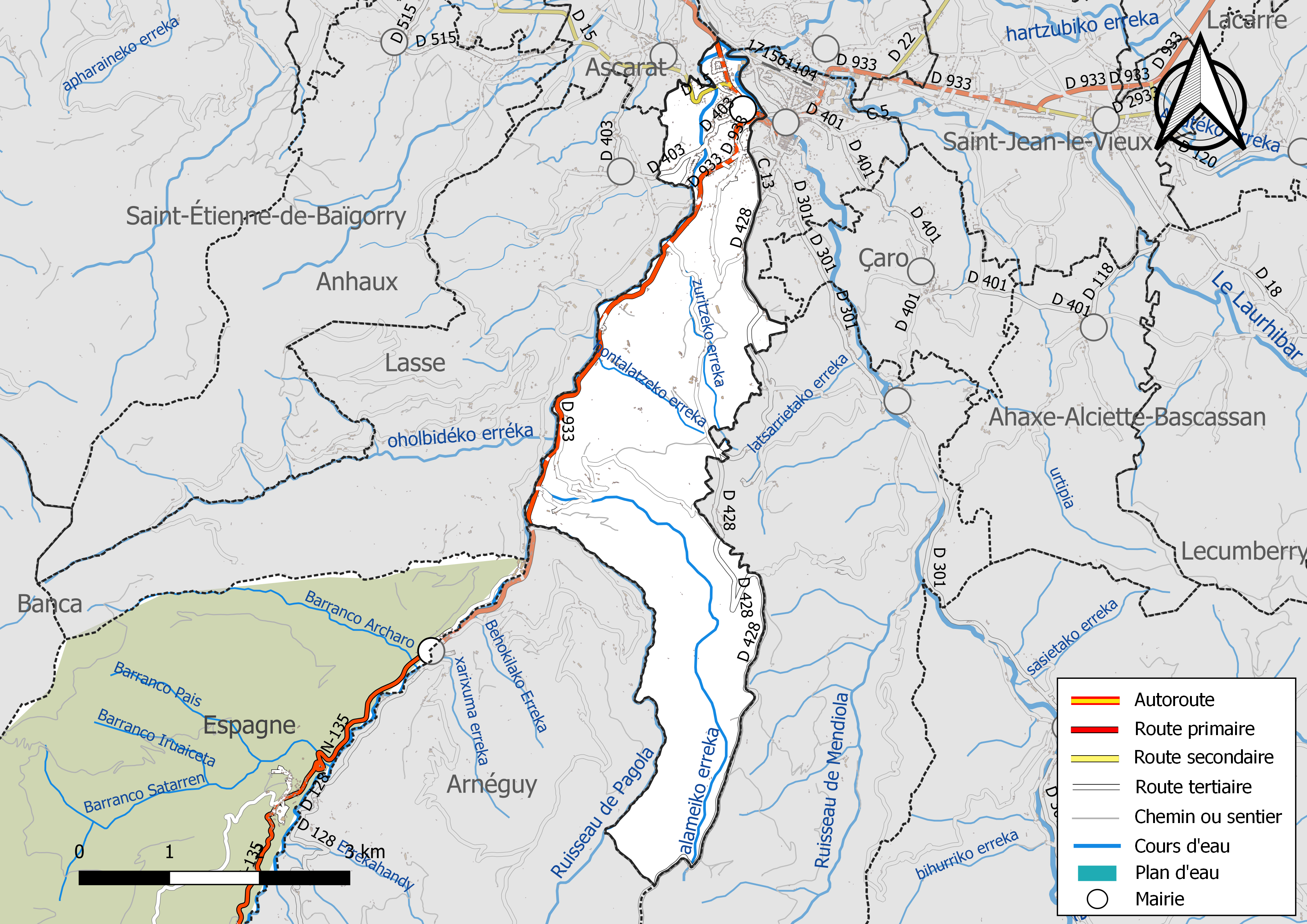
Réseaux hydrographique et routier d'Uhart-Cize.

La commune est drainée par la Nive, la Nive d'Arnéguy, le ruisseau d'Alamey, le ruisseau de Pagola, le ruisseau de Hontalatzé, le ruisseau de Sourits, et par divers petits cours d'eau, constituant un réseau hydrographique de 15 km de longueur totale,.
La Nive, d'une longueur totale de 79,3 km, naît au pied du Mendi Zar (1 323 m), au-delà de la frontière espagnole, sous le nom de Harpeko erreka, et s'écoule du sud-est vers le nord-ouest. Elle traverse la commune et se jette dans l'Adour à Bayonne, après avoir traversé 20 communes.
La Nive d'Arnéguy, d'une longueur totale de 20,8 km, naît au pied du col d'Ibañeta, dans la commune de Luzaide (Espagne), et s'écoule du sud vers le nord. Elle traverse la commune et se jette dans la Nive sur le territoire communal, après avoir traversé 4 communes.

### Climat
Pour des articles plus généraux, voir Climat de la Nouvelle-Aquitaine et Climat des Pyrénées-Atlantiques.
Historiquement, la commune est exposée à un micro climat océanique basque.  
En 2020, Météo-France publie une typologie des climats de la France métropolitaine dans laquelle la commune est exposée à un climat de montagne et est dans la région climatique Pyrénées atlantiques, caractérisée par une pluviométrie élevée (>1 200 mm/an) en toutes saisons, des hivers très doux (7,5 °C en plaine) et des vents faibles.
Pour la période 1971-2000, la température annuelle moyenne est de 13,4 °C, avec une amplitude thermique annuelle de 12,6 °C. Le cumul annuel moyen de précipitations est de 1 536 mm, avec 12,6 jours de précipitations en janvier et 8,7 jours en juillet. Pour la période 1991-2020, la température moyenne annuelle observée sur la station météorologique la plus proche, située sur la commune de Bustince-Iriberry à 5 km à vol d'oiseau, est de 13,9 °C et le cumul annuel moyen de précipitations est de 1 327,4 mm,. Pour l'avenir, les paramètres climatiques de la commune estimés pour 2050 selon différents scénarios d’émission de gaz à effet de serre sont consultables sur un site dédié publié par Météo-France en novembre 2022.

### Milieux naturels et biodiversité

#### Réseau Natura 2000
Le réseau Natura 2000 est un réseau écologique européen de sites naturels d'intérêt écologique élaboré à partir des Directives « Habitats » et « Oiseaux », constitué de zones spéciales de conservation (ZSC) et de zones de protection spéciale (ZPS).
Deux sites Natura 2000 ont été définis sur la commune au titre de la « directive Habitats », : 
- « la Nive », d'une superficie de 9 473 ha, un des rares bassins versants à accueillir l'ensemble des espèces de poissons migrateurs du territoire français, excepté l'Esturgeon européen[24] ;
- les « montagnes de Saint-Jean-Pied-de-Port », d'une superficie de 11 760 ha, une montagne à estives, espaces pastoraux d’altitude (au-dessus de 800–900 m) ouverts sur de vastes étendues[25].

#### Zones naturelles d'intérêt écologique, faunistique et floristique
L’inventaire des zones naturelles d'intérêt écologique, faunistique et floristique (ZNIEFF) a pour objectif de réaliser une couverture des zones les plus intéressantes sur le plan écologique, essentiellement dans la perspective d’améliorer la connaissance du patrimoine naturel national et de fournir aux différents décideurs un outil d’aide à la prise en compte de l’environnement dans l’aménagement du territoire.
Deux ZNIEFF de type 2 sont recensées sur la commune, : 
- les « montagnes de Saint-Jean-Pied-de-Port » (14 133,83 ha), couvrant 9 communes du département[27] ;
- le « réseau hydrographique des Nives » (3 596,23 ha), couvrant 33 communes du département[28].

## Urbanisme

### Typologie
Au 1er janvier 2024, Uhart-Cize est catégorisée bourg rural, selon la nouvelle grille communale de densité à sept niveaux définie par l'Insee en 2022.
Elle appartient à l'unité urbaine de Saint-Jean-Pied-de-Port, une agglomération intra-départementale regroupant sept  communes, dont elle est ville-centre,,. Par ailleurs la commune fait partie de l'aire d'attraction de Saint-Jean-Pied-de-Port, dont elle est une commune du pôle principal,. Cette aire, qui regroupe 22 communes, est catégorisée dans les aires de moins de 50 000 habitants,.

### Occupation des sols

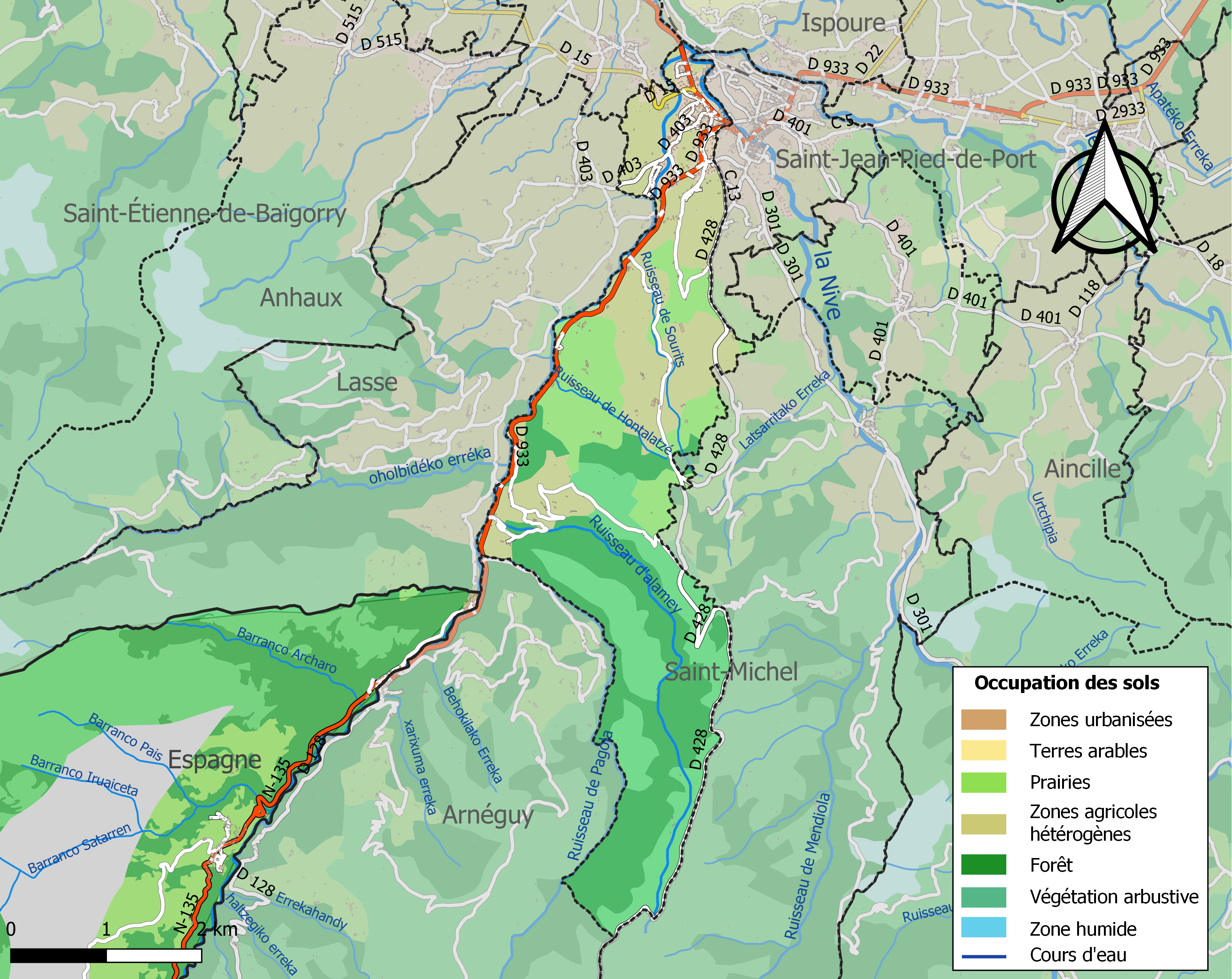
Carte des infrastructures et de l'occupation des sols de la commune en 2018 (CLC).

L'occupation des sols de la commune, telle qu'elle ressort de la base de données européenne d’occupation biophysique des sols Corine Land Cover (CLC), est marquée par l'importance des forêts et milieux semi-naturels (49,5 % en 2018), en diminution par rapport à 1990 (51,4 %). La répartition détaillée en 2018 est la suivante : 
zones agricoles hétérogènes (28,8 %), forêts (28,2 %), milieux à végétation arbustive et/ou herbacée (21,3 %), prairies (16,3 %), zones urbanisées (5,4 %). L'évolution de l’occupation des sols de la commune et de ses infrastructures peut être observée sur les différentes représentations cartographiques du territoire : la carte de Cassini (XVIIIe siècle), la carte d'état-major (1820-1866) et les cartes ou photos aériennes de l'IGN pour la période actuelle (1950 à aujourd'hui).

### Lieux-dits et hameaux
- Eskanda ;
- Gaztelu-mendi ;
- Gezaine ;
- Kataritze ;
- Pentxeto ;
- Zihe.

### Voies de communication et transports
Uhart-Cize est desservie par les routes départementales D 918 (ancienne route nationale 132) et D 933 (ancienne route nationale 133).

### Risques majeurs
Le territoire de la commune d'Uhart-Cize est vulnérable à différents aléas naturels : météorologiques (tempête, orage, neige, grand froid, canicule ou sécheresse), inondations, feux de forêts et séisme (sismicité moyenne). Il est également exposé à un risque particulier : le risque de radon. Un site publié par le BRGM permet d'évaluer simplement et rapidement les risques d'un bien localisé soit par son adresse soit par le numéro de sa parcelle.

#### Risques naturels
Certaines parties du territoire communal sont susceptibles d’être affectées par le risque d’inondation par une crue torrentielle ou à montée rapide de cours d'eau, notamment la Nive d'Arnéguy et la Nive. La commune a été reconnue en état de catastrophe naturelle au titre des dommages causés par les inondations et coulées de boue survenues en 1982, 1983, 1992, 2008, 2009, 2011, 2014, 2018 et 2021,.
Uhart-Cize est exposée au risque de feu de forêt. En 2020, le premier plan de protection des forêts contre les incendies (PDPFCI) a été adopté pour la période 2020-2030. La réglementation des usages du feu à l’air libre et les obligations légales de débroussaillement dans le département des Pyrénées-Atlantiques font l'objet d'une consultation de public ouverte du 16 septembre au 7 octobre 2022,.

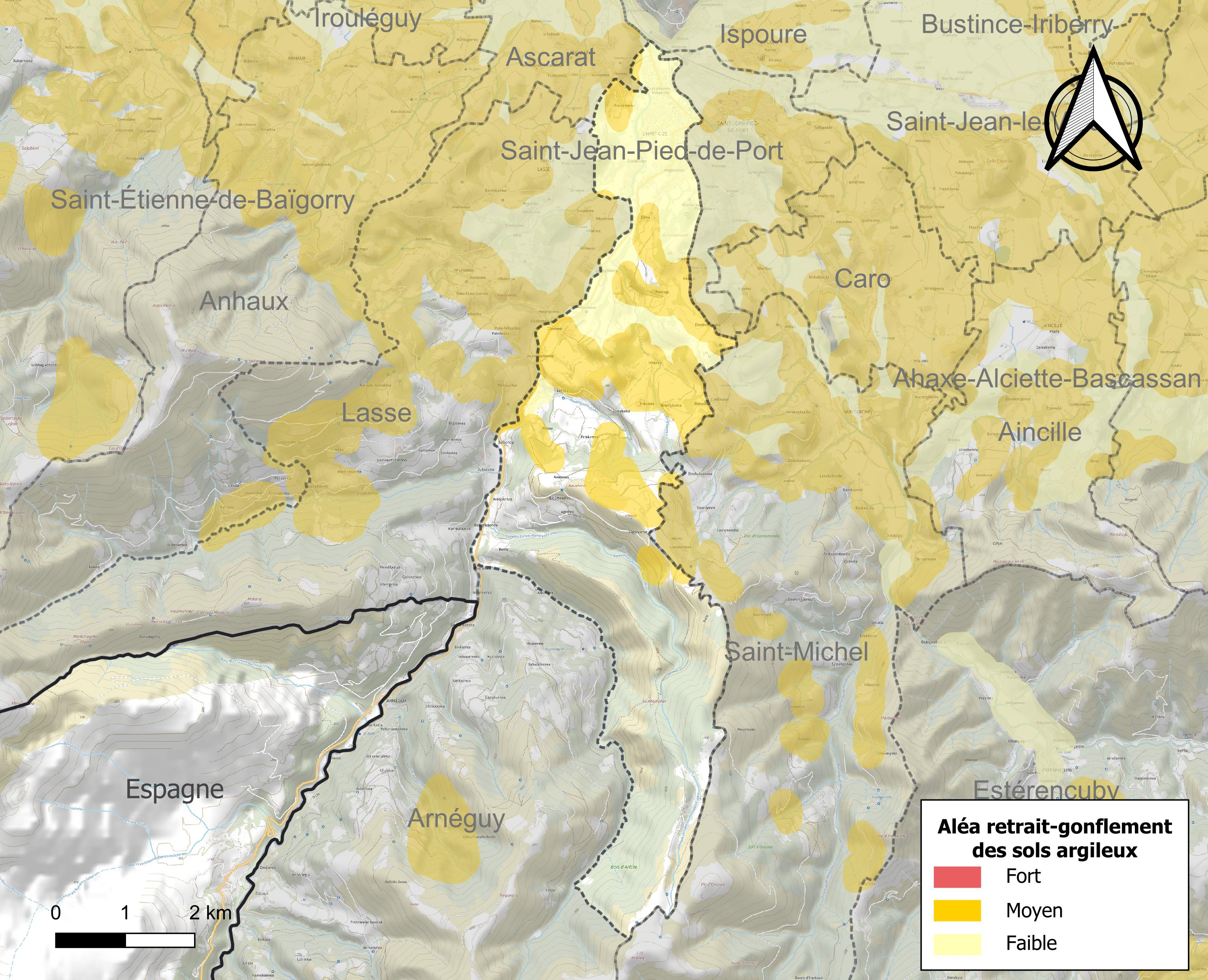
Carte des zones d'aléa retrait-gonflement des sols argileux d'Uhart-Cize.

Le retrait-gonflement des sols argileux est susceptible d'engendrer des dommages importants aux bâtiments en cas d’alternance de périodes de sécheresse et de pluie. 25,6 % de la superficie communale est en aléa moyen ou fort (59 % au niveau départemental et 48,5 % au niveau national). Depuis le 1er octobre 2020, en application de la loi ELAN, différentes contraintes s'imposent aux vendeurs, maîtres d'ouvrages ou constructeurs de biens situés dans une zone classée en aléa moyen ou fort,.

#### Risque particulier
Dans plusieurs parties du territoire national, le radon, accumulé dans certains logements ou autres locaux, peut constituer une source significative d’exposition de la population aux rayonnements ionisants. Selon la classification de 2018, la commune d'Uhart-Cize est classée en zone 3, à savoir zone à potentiel radon significatif.

## Toponymie
Le nom basque de la commune est Uharte-Garazi. Uharte provient de ur arte, c'est-à-dire étymologiquement 'entre les eaux'. En effet, c'est à proximité d'Uhart-Cize que se rejoignent trois cours d'eau : la Nive (Errobi) de Beherobie, la Nive d'Arneguy et le Laurhibar, au lieu-dit Irureta ou « Trois eaux ».
Le toponyme Uhart-Cize apparaît sous les formes 
Uhart (1193, cartulaire de Bayonne), 
Uhart (1513, titres de Pampelune) et 
Uharte (1621, Martin Biscay).
Paul Raymond note que « le nom d'Uhart-Cize est donné à la commune, située dans le pays de Cize, pour la distinguer de celle d'Uhart-Mixe (canton de Saint-Palais), placée dans le pays de Mixe. »

## Héraldique
| Blason | Blasonnement : Coupé mi-parti en chef : au 1 d'or à deux fasces ondées d'azur au franc quartier d'azur à un avant mur adextré d'un porche couvert, ouvert et ajouré du champ et surmonté d'un clocher ajouré du même, le tout d'argent et maçonné de sable ; au 2 d'argent à trois fasces de gueules ; au 3 d'azur à un pommier au naturel fruité de gueules terrassé de sinople et un chaudron d'argent posé sur la terrasse brochant sur le fût, cantonné de quatre coquilles d'or. |

## Politique et administration
| Période                                  | Période  | Identité                  | Étiquette | Qualité                             |
| ---------------------------------------- | -------- | ------------------------- | --------- | ----------------------------------- |
| 1995                                     | 1999     | Dominique Mendy           |           |                                     |
| 1999                                     | 2001     | Jean-Gabriel Camou        |           |                                     |
| 2001                                     | 2008     | Jean-Gabriel Camou        |           |                                     |
| 2008                                     | 2014     | Jean-Gabriel Camou        |           |                                     |
| 2014                                     | 2020     | Jean San-Pedro            |           |                                     |
| 2020                                     | En cours | Claire Dutaret-Bordagaray | LR        | Conseillère régionale (depuis 2015) |
| Les données manquantes sont à compléter. |          |                           |           |                                     |

### Intercommunalité
La commune appartient à huit structures intercommunales :
- la communauté d'agglomération du Pays Basque ;
- le SIVOS de Garazi ;
- le syndicat AEP d'Ainhice ;
- le syndicat d'énergie des Pyrénées-Atlantiques ;
- le syndicat intercommunal d'assainissement Ur Garbi ;
- le syndicat intercommunal pour l'aménagement et la gestion de l'abattoir de Saint-Jean-Pied-de-Port ;
- le syndicat intercommunal pour le soutien à la culture basque ;
- le syndicat mixte du bassin versant de la Nive.

### Jumelages
Uhart-Cize est jumelé avec des communes qui ont la même racine d'"ur arte". Il s'agit des communes navarraises d'Huarte, près de Pampelune, et d'Uharte-Arakil, ainsi que de la commune bas-navarraise d'Uhart-Mixe (Uhartehiri), près de Saint-Palais.

## Population et société

### Démographie
L'évolution du nombre d'habitants est connue à travers les recensements de la population effectués dans la commune depuis 1793. Pour les communes de moins de 10 000 habitants, une enquête de recensement portant sur toute la population est réalisée tous les cinq ans, les populations de référence des années intermédiaires étant quant à elles estimées par interpolation ou extrapolation. Pour la commune, le premier recensement exhaustif entrant dans le cadre du nouveau dispositif a été réalisé en 2004.

En 2022, la commune comptait 795 habitants, en évolution de −1,61 % par rapport à 2016 (Pyrénées-Atlantiques : +3,78 %, France hors Mayotte : +2,11 %).
| 1793 | 1800 | 1806 | 1821 | 1831 | 1836 | 1841 | 1846 | 1851 |
| ---- | ---- | ---- | ---- | ---- | ---- | ---- | ---- | ---- |
| 443  | 458  | 479  | 528  | 624  | 637  | 651  | 665  | 700  |

| 1856 | 1861 | 1866 | 1872 | 1876 | 1881 | 1886 | 1891 | 1896 |
| ---- | ---- | ---- | ---- | ---- | ---- | ---- | ---- | ---- |
| 601  | 662  | 672  | 657  | 662  | 634  | 590  | 586  | 629  |

| 1901 | 1906 | 1911 | 1921 | 1926 | 1931 | 1936 | 1946 | 1954 |
| ---- | ---- | ---- | ---- | ---- | ---- | ---- | ---- | ---- |
| 608  | 594  | 596  | 530  | 517  | 553  | 550  | 548  | 472  |

| 1962 | 1968 | 1975 | 1982 | 1990 | 1999 | 2004 | 2006 | 2009 |
| ---- | ---- | ---- | ---- | ---- | ---- | ---- | ---- | ---- |
| 477  | 498  | 518  | 563  | 658  | 599  | 613  | 620  | 669  |

| 2014 | 2019 | 2022 | - | - | - | - | - | - |
| ---- | ---- | ---- | - | - | - | - | - | - |
| 789  | 803  | 795  | - | - | - | - | - | - |

## Économie
La commune fait partie de la zone d'appellation de l'ossau-iraty.

## Culture locale et patrimoine

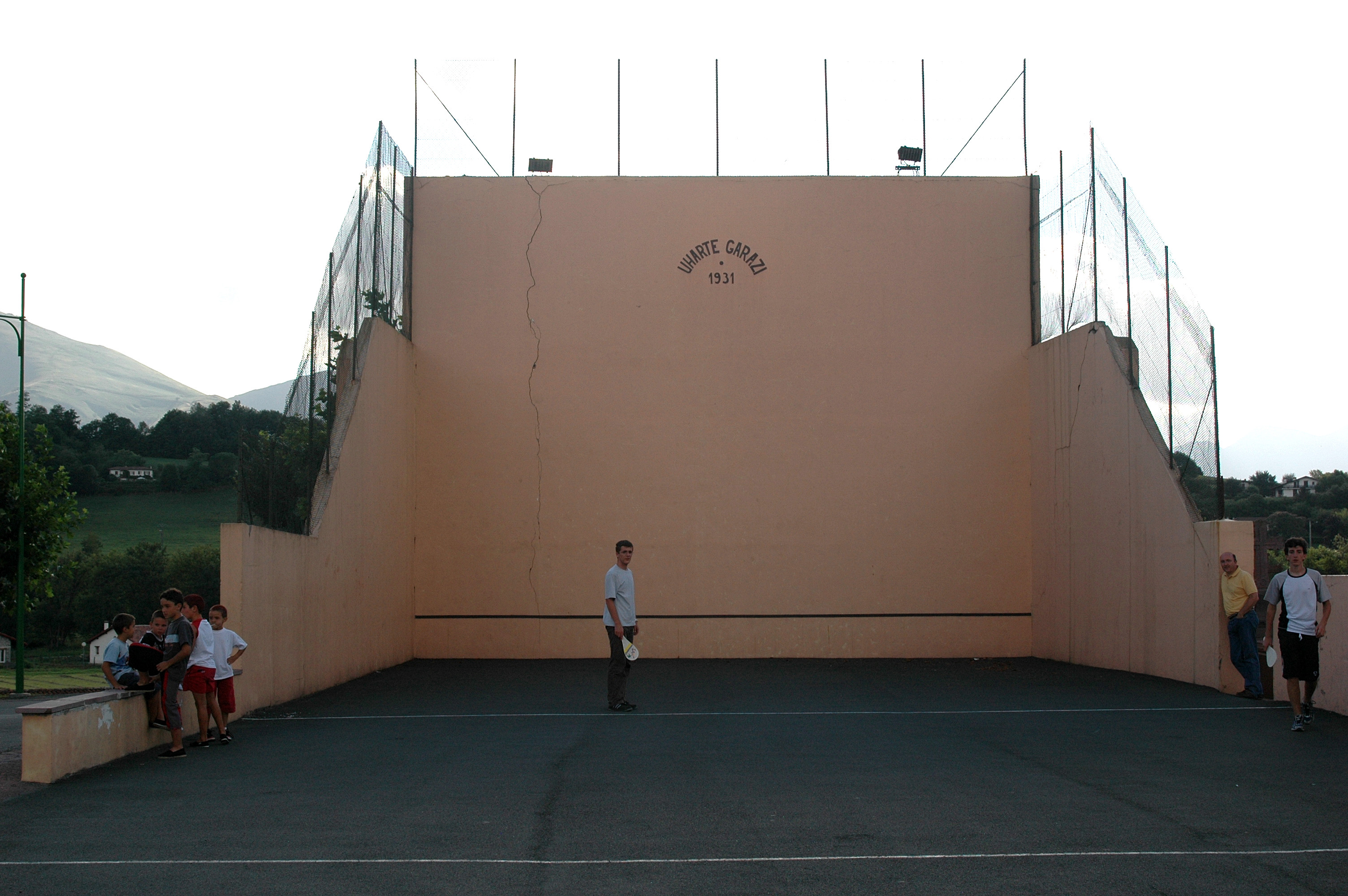
Le fronton.

### Patrimoine civil
- Un gaztelu zahar (situé à 343 m d’altitude) est visible au lieu-dit Gaztelu-mendi
- L'actuelle mairie[54], ancien presbytère, date de 1618 ;
- L'ancien collège Dujakenea[55] date du XVIIIe siècle ;
- La redoute de Kurutchamendy[56] date du XIXe siècle ;
- La villa Harriet[57], datant des années 1930, est de style néobasque.

### Patrimoine religieux
- L'église Saint-Martin[58] date de 1650 et 1767.

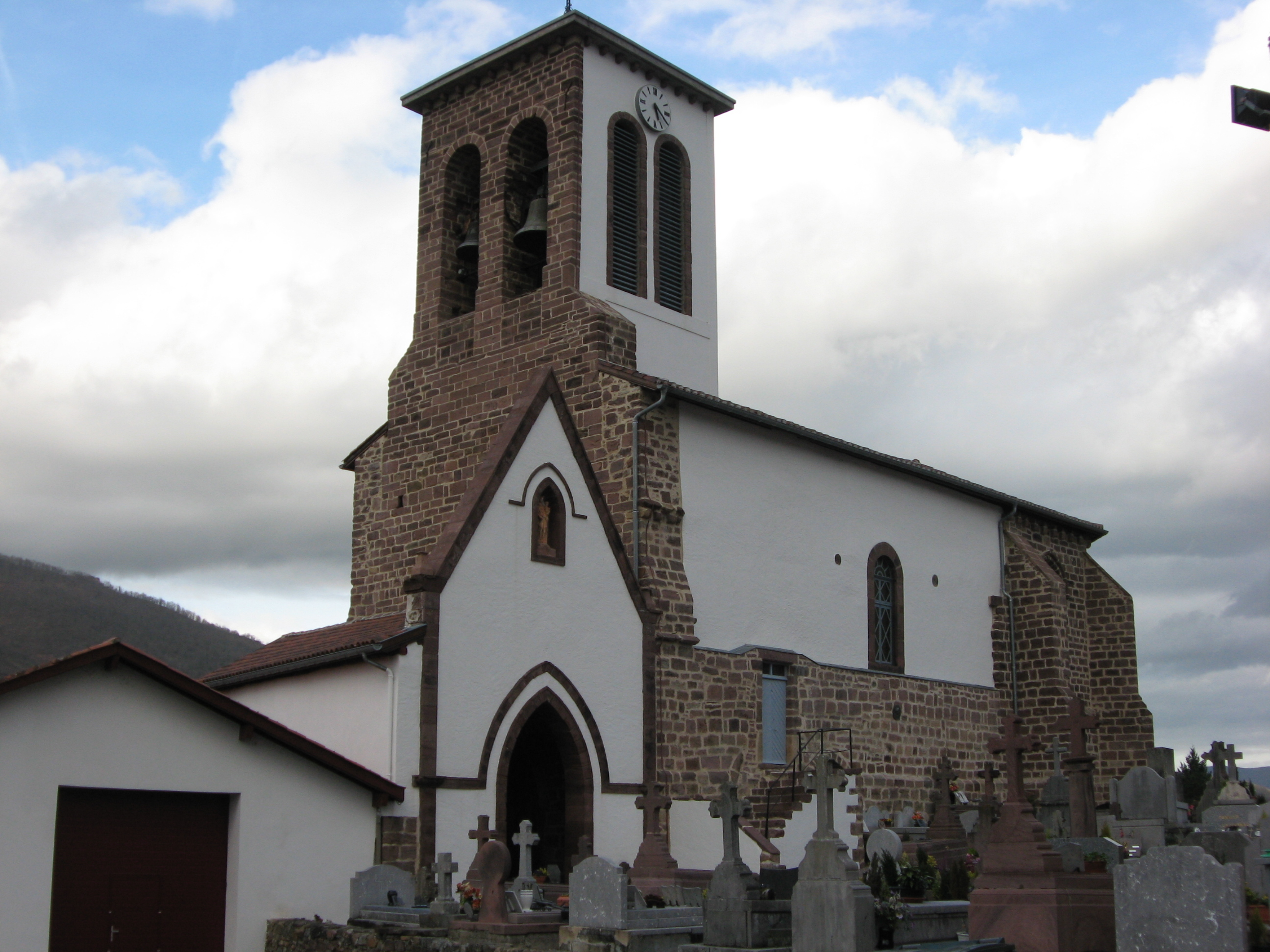
L'église Saint-Martin.
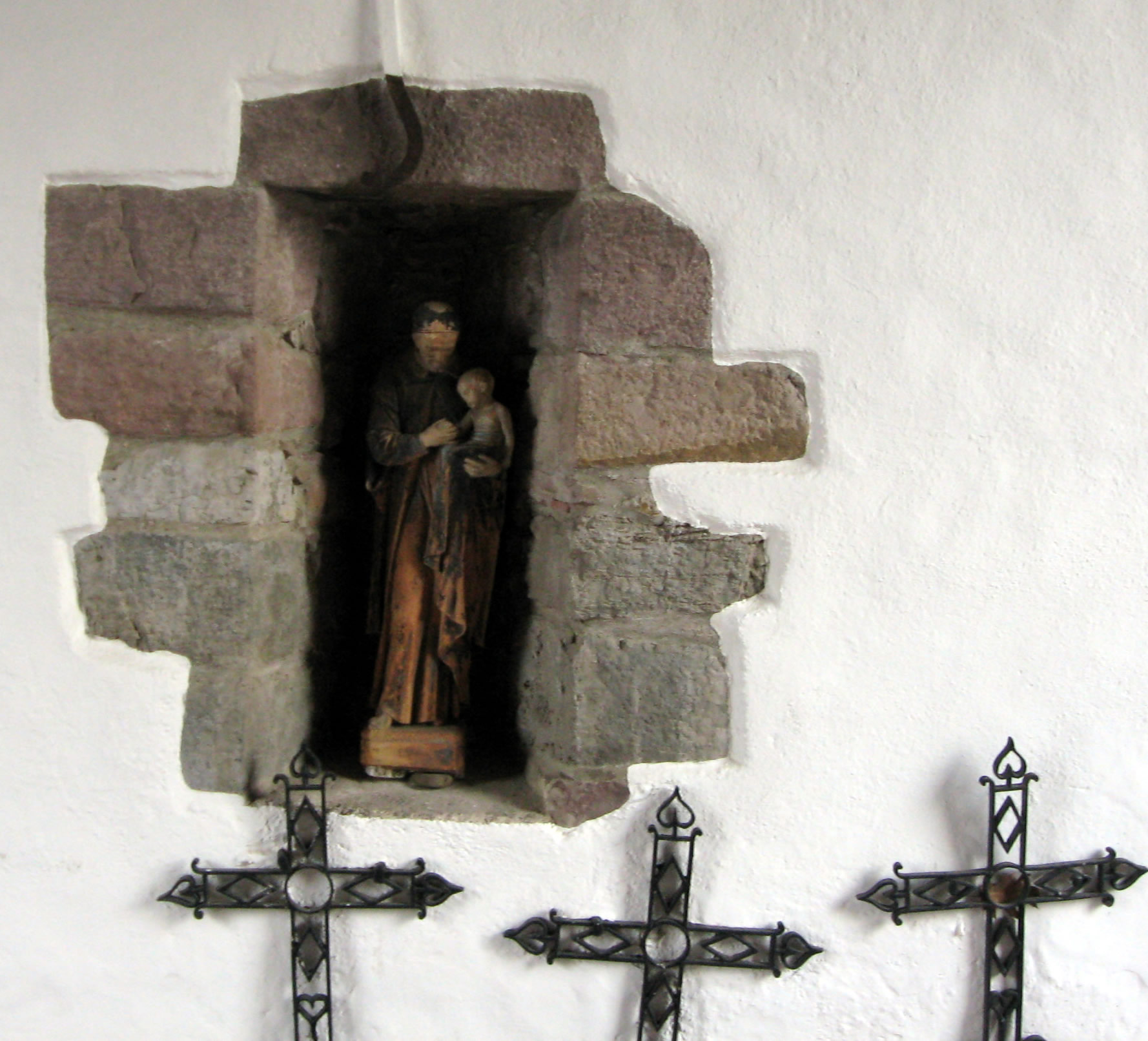
Saint dans le porche de l'église.
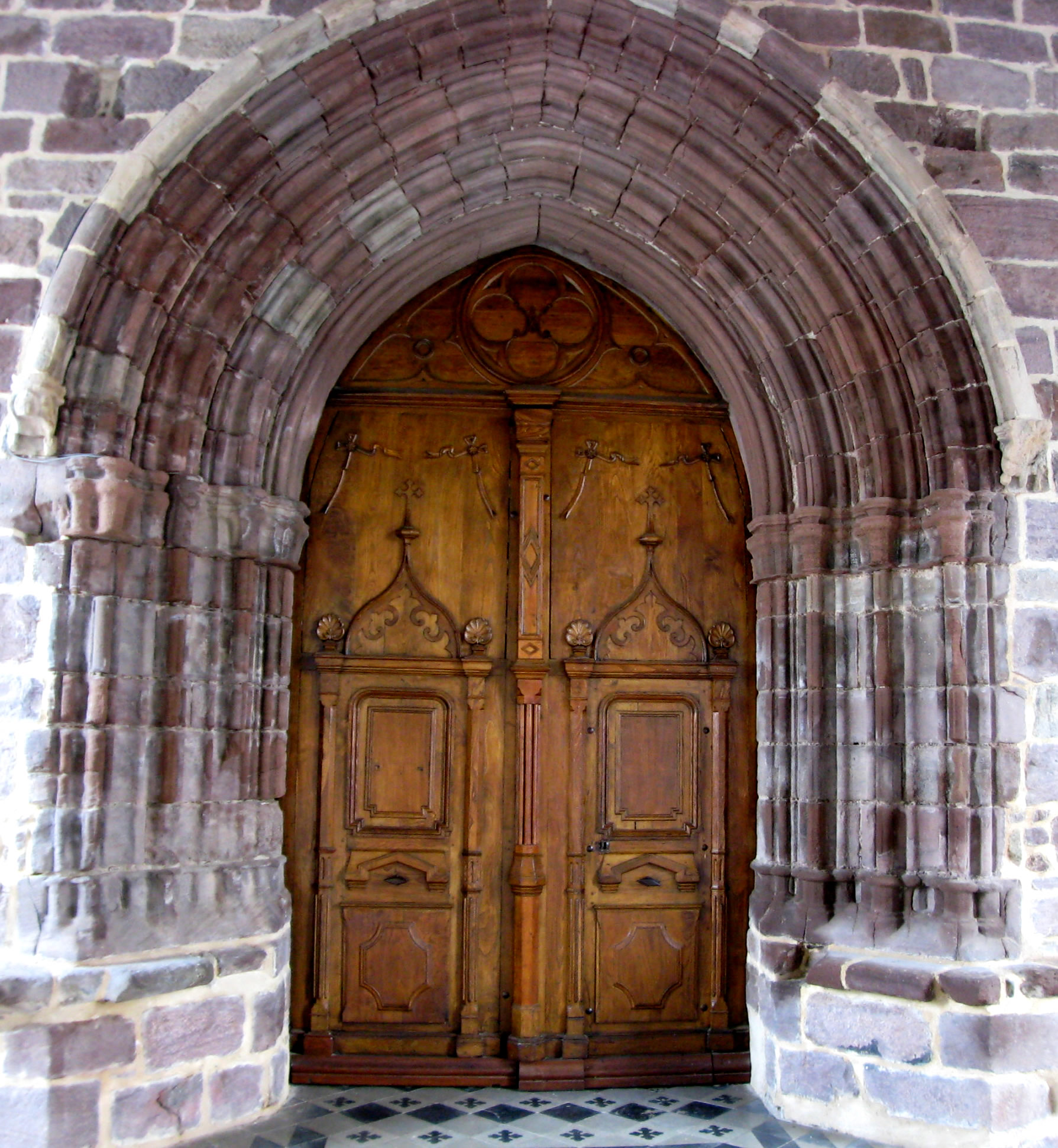
Le porche de l'église.
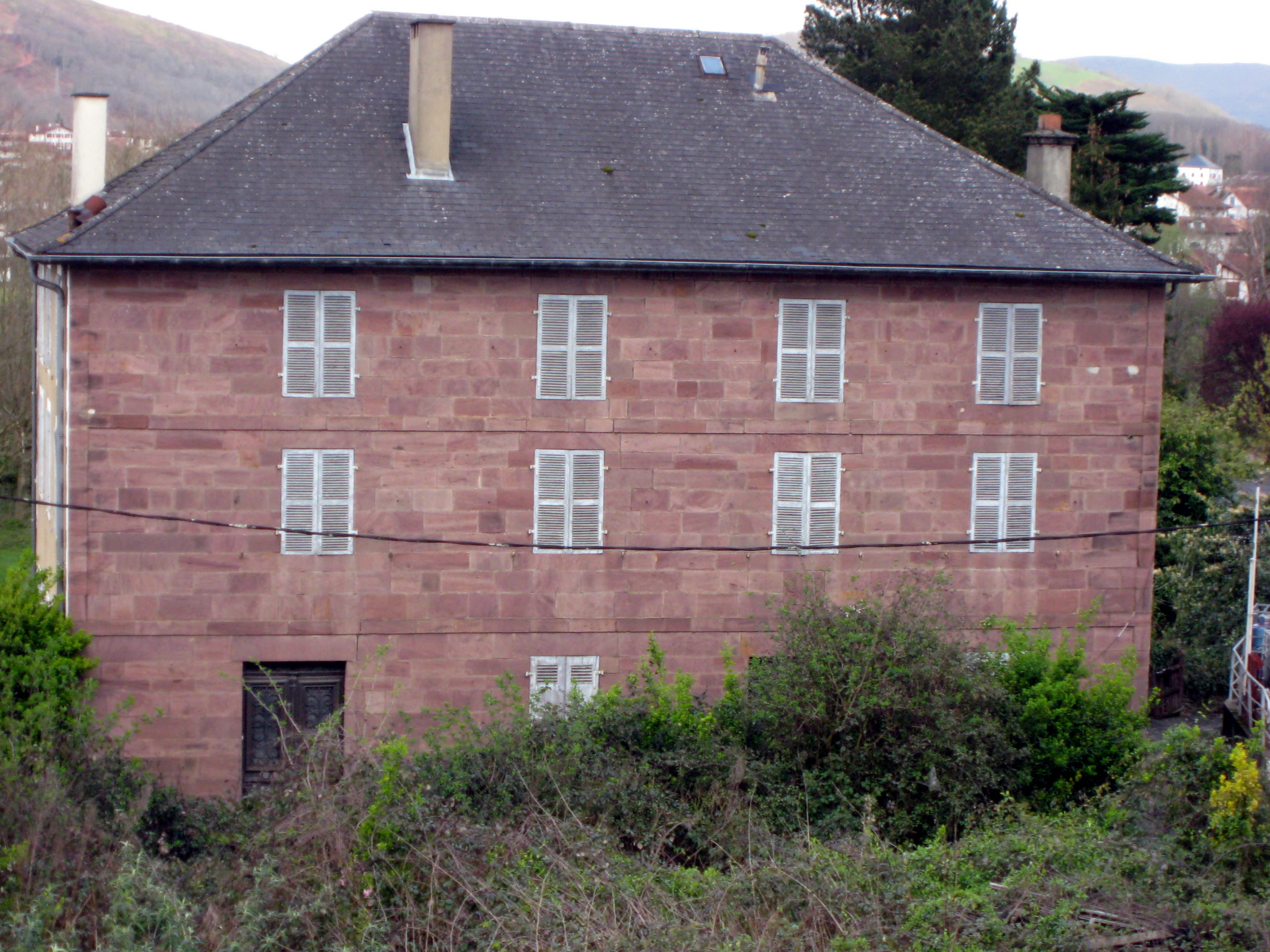
Une maison de grès rose.
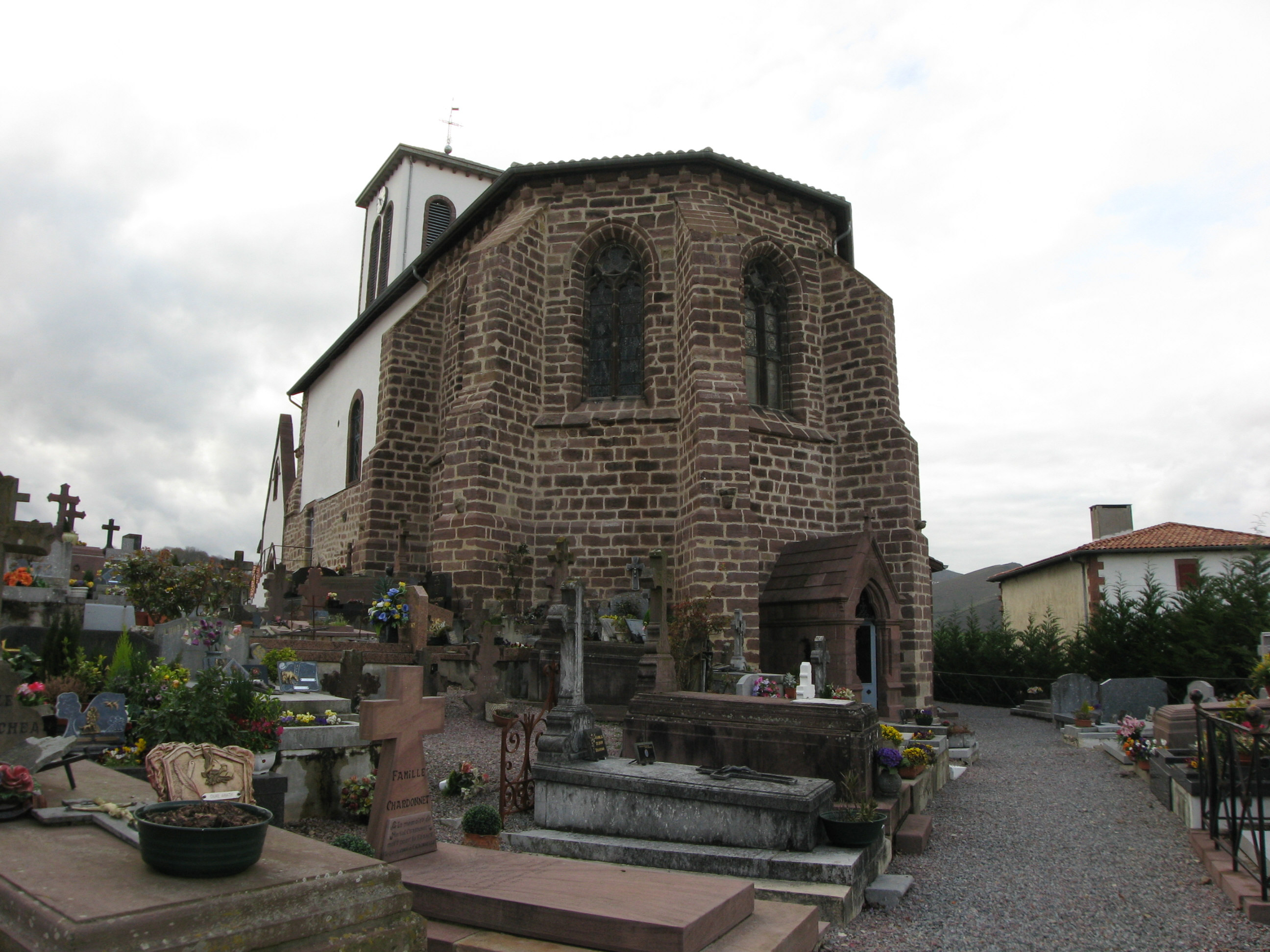
Le cimetière au pied de l'église.
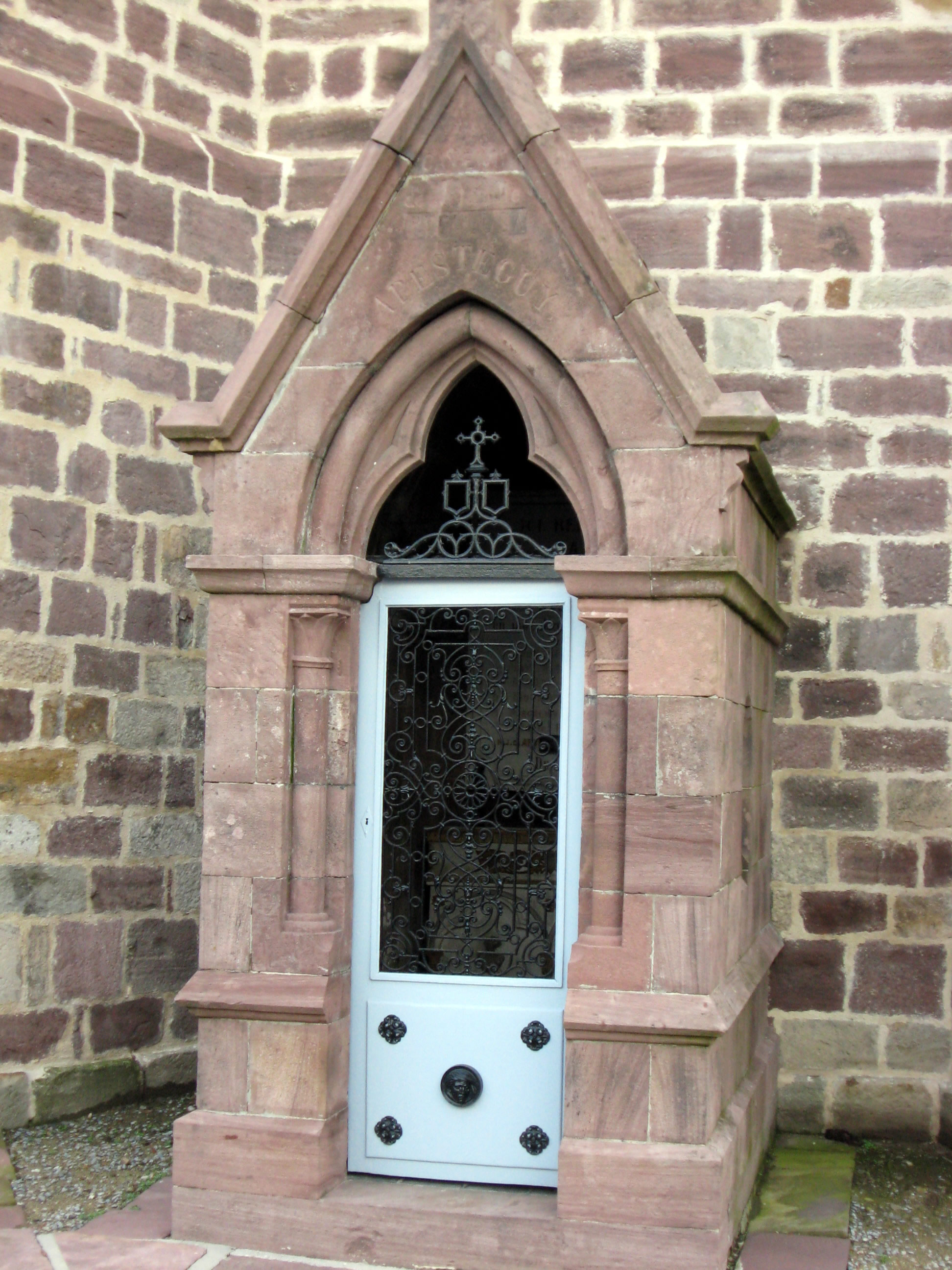
Un caveau.
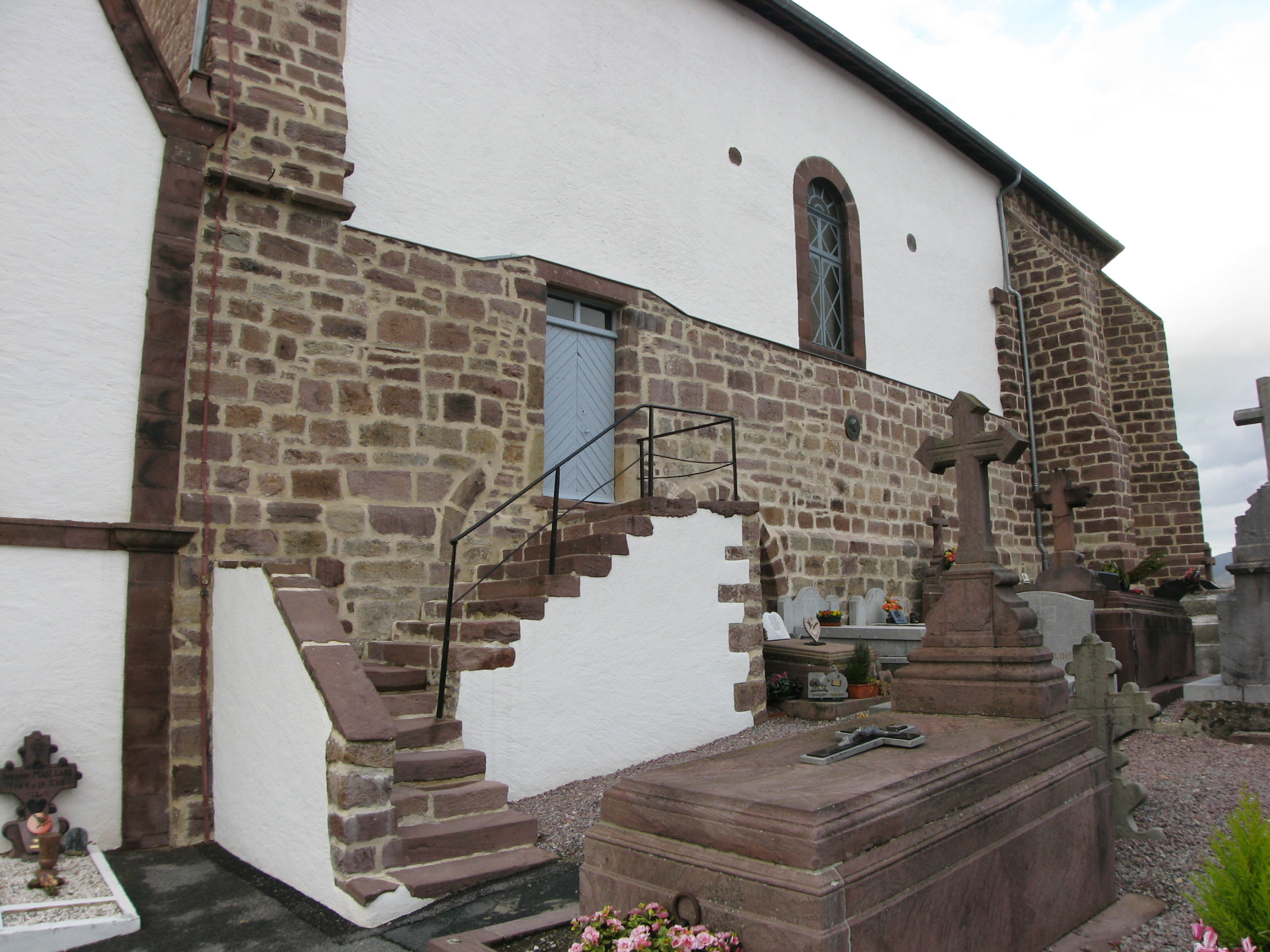
Entrée des hommes.
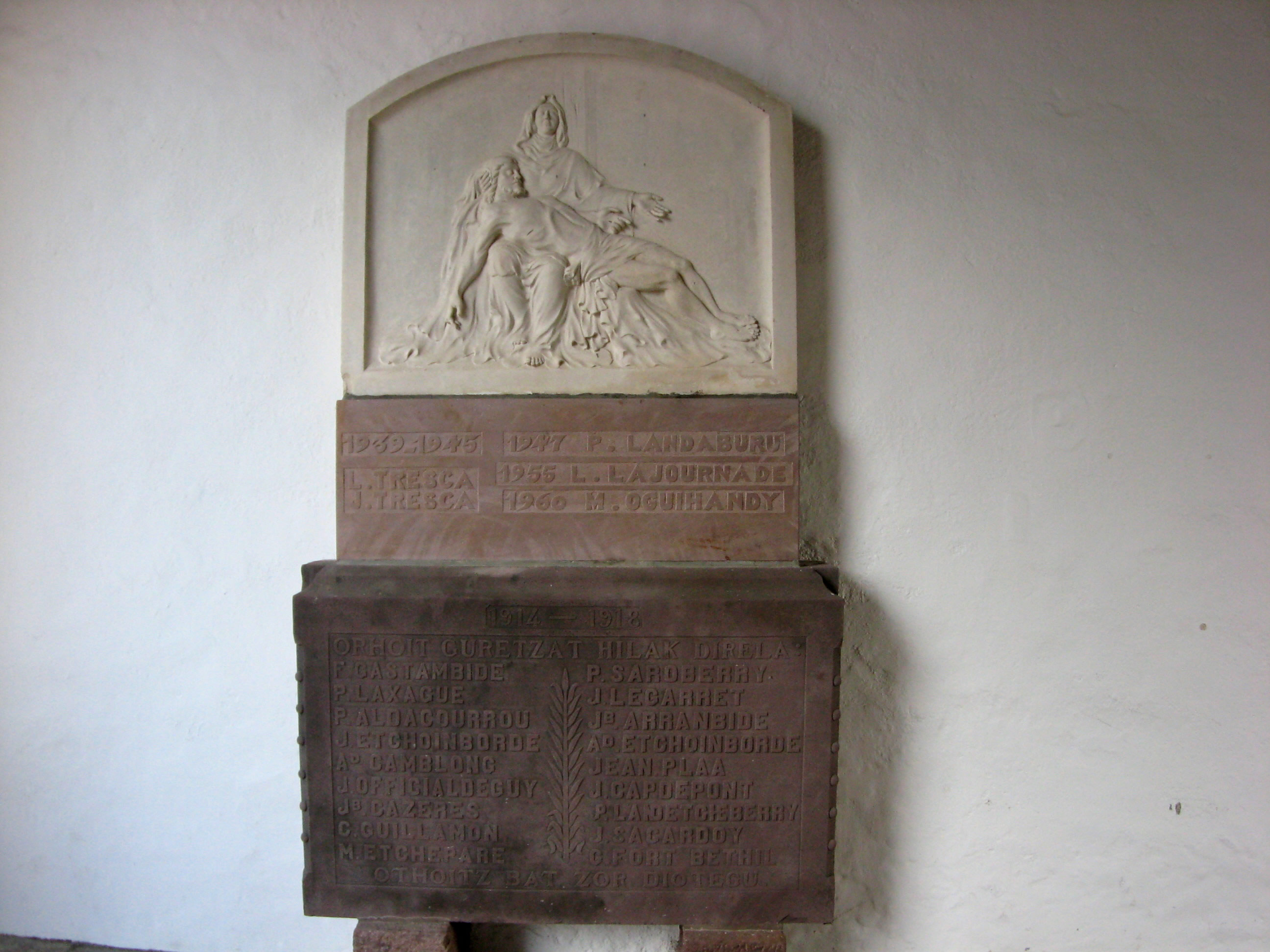
Une plaque commémorative dans l'église.

## Personnalités liées à la commune

### Nées auXVIIIesiècle
Joseph Matenot, dit Matenotte ou La Victoire, né à Uhart-Cize et décédé en 1794, est un tailleur mort général de brigade.

### Nées auXIXesiècle
Jean Ybarnegaray, né en 1883 à Uhart-Cize et décédé en 1956 à Paris, est un ancien ministre, député des Basses-Pyrénées, ancien maire, président-fondateur de la Fédération française de pelote basque.

### Nées auXXesiècle
Pierre Camou (1945-2018), né dans la commune, président de la Fédération française de rugby de 2008 à 2016.